# 中华剑蕨
中华剑蕨（学名：Loxogramme chinensis），又名中国剑蕨，为剑蕨科剑蕨属下的一个植物种，高不超过20厘米，叶肉质，披针形。入药有清热解毒、利尿的功效。